# Güshi Khan
Pour les articles homonymes, voir Khan (homonymie).
Gushri Khan ou Güshi Khan (mongol bitchig : ᠭᠦᠦᠱᠢ
ᠬᠠᠨ ; mongol cyrillique : Гүүш хан (Güüsh khan) ou Гүш хаан (Güsh khaan), également appelé Güüsh khan Törbaikh (Гүүш хан Төрбайх) ; 1582 — 1655, translittération en chinois : 固始汗 ; pinyin : gùshǐ hàn ou 顾实汗, gùshí hàn et tibétain : གུ་ཤྲི་ཧན, Wylie : gu shri han, THL : gushri han), surnoms de Turughu Bayikhu (Bitchig : ᠲᠦᠷᠦᠪᠠᠶᠢᠬᠤ ; cyrillique : Төрбайх, Töibaikh), est un Khan mongol oïrat, roi des Qoshot et l'un des fils de Khanai Noyan Khonggor et Akhai Khatun. Il fait migrer la population Qoshot au Kokonor (aujourd'hui sous sa traduction chinoise de Qinghai) et Qaidam. Une importante population qoshot est présente dans cette région depuis lors, jusqu'à nos jours. Son nom natif est Toral Behu (en oïrate), mais il est davantage connu sous les noms de Güshi khan ou Gegen khan. Il croit, comme Gengis Khan, être l'incarnation du seigneur de la mort. Il est connu par les tibétains sous le nom de Tenzing Choigyal, le fondateur de la religion Dharma Raja.
En 1640, il entre au Tibet central à la tête d'une armée et défait le roi du Tsang, Karma Tenkyong Wangpo, à Samdrubtsé (Shigatsé du XVIIe siècle jusqu'à 2014,),, tandis que les monastères karma-kagyu, dont Tsourphou, sont saccagés. Fidèle de l'école guélougpa du bouddhisme tibétain, il installe, en 1642, le 5e dalaï-lama, Lobsang Gyatso, jusque-là abbé du monastère guélougpa de Drépoung, comme chef temporel du Tibet, moyennant la reconnaissance par ce dernier du Khan comme « protecteur et vicaire temporel de l’Église Jaune », selon les termes de René Grousset. Après sa victoire, Güshi Khan s'arroge le titre de roi du Tibet et s'installe à Lhassa et Khokhonor en Amdo. Gardant le pouvoir militaire entre ses mains, le dalaï-lama et le régent administrer le pays jusqu'à sa mort en 1655.
Güshi Khan est le frère de Baibagas Khan.

## Accession au pouvoir
Il est nommé khan par son père à l'âge de 13 ans. Il défait les Gokar (Mongols occidentaux musulmans) et les fait devenir ses sujets en 1593.
À 25 ans, il réconcilie les Kalmucs de Khalkha, avec les Œleuts qui se querellaient à propos de la précédence de Gahdan et Ston skor Sabs-drung nommé Jetsundampa (Zanabazar ?) et évite ainsi une guerre sanglante. Il est décoré par l'empereur de Chine (Ming Shenzong), en 1605 de l'ordre sacré du Tā Kausri (大国师 / 大國師, dà guóshī, « grand enseignant national ») pour ce service. Ce terme de guoshi est à l'origine de son nom.

## Migration des Qoshots au Kokonor
Güshi Khan, après la conversion de son frère Baibagas en 1620, était devenu un fidèle très dévot de l'école gelugpa du bouddhisme tibétain et de son chef, Lobsang Gyatso, le Ve dalaï-lama.
Le déba Karma Tenkyong Wangpo (règne sur le Tsang, 1620 — 1642), roi Tsangpa et fils de Karma Phuntsok Namgyal, s'allie à Ligdan Khan, khan des Mongols orientaux, les Chogtus, auxquels s'oppose le Qoshot Güshi Khan à la tête d'une coalition mongole.
Güshi Khan, le chef de la tribu des Qoshots, une branche des Mongols occidentaux basés en Dzoungarie (la partie nord-est du Xinjiang actuel), s'installe entre 1636 et 1640 autour du Lac Qinghai (traduction chinoise de Kokonor, du mongol Khökhnuur).
À l'âge de 35 ans, à la plus sérieuse sollicitation du Desrid Sonam Choiphel, du panchen ripoche, du Tashilampo et d'autres représentants des bonnets jaunes, il accepte d'entrer au Tibet pour punir leurs ennemis, au premier mois de l'année du bœuf de feu (en février), il entre au Kokonor avec une large armée et envoie 10 000 soldats au Chog-thu, des Khalkhas, pour mater une rébellion. En une journée, ses troupes déroutent 40 000 Tartares et tuent leur khan. Il fait migrer la population Qoshot au Kokonor (Qinghai) et Qaidam.
Lobsang Gyatso, Ve dalaï-lama lui demande également donc de l'aide lorsque le desi du Tsang (alors Karma Tenkyong Wangpo, règne 1620 – 1642), qui est opposé aux guélougpa, prend Lhassa (alors d'ans l'Ü) entre 1630 et 1636. Il demande à sa majorité d'aider les Gélougpa à prendre le pouvoir sur le Tibet et de détruire leur rivaux.

## Conquête du Tibet

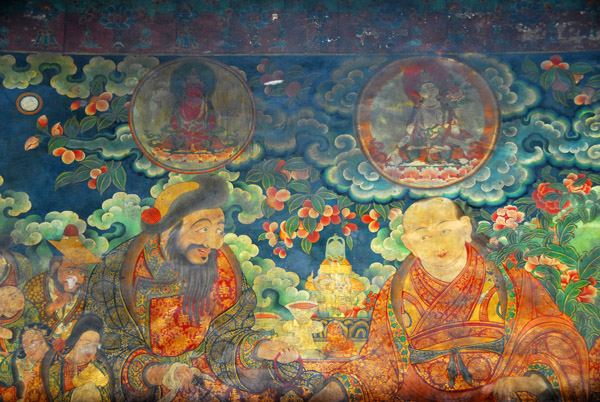
Représentation de Güshi Khan et de Sonam Rapten sur une fresque au temple de Jokhang.

Güshi Khan forme une « sainte ligue » pour attaquer les forces anti-guélougpa, les bonnets rouges (kagyupa) et les böns, dans l'Amdo et le Kham.
En 1638, il se rend au Tibet en pèlerinage et rencontre le Ve dalaï-lama,, et l'assure de son soutien, recevant en retour le titre symbolique héréditaire de « roi de religion, détenteur de l'enseignement ». Il souhaite devenir le roi du Tibet, mais Chöying Dorje, le Xe karmapa (kagyupa), allié de Karma Tenkyong Wangpo, presse ce dernier de maintenir la paix. Le dalaï-lama tente à son tour de calmer les tensions auprès des Mongols, mais ils sont sollicités par son intendant Sonam Chöpel. Karma Tenkyong Wangpo détourne les hostilités dans le Kham, où les tenants du bön sont majoritaires, et où il soutient le prince de Béri qu'il encourage à attaquer les monastères guélougpa locaux dont celui de Litang. Güshi Khan chasse alors les Mongols Chogtus du Kokonor et attaque la principauté de Béri qu'il vainc rapidement. Il envahit le Kham, y attaquant les monastères karma-kagyu.
Pendant l'hiver de l'année du bœuf de feu (1640), Güshi Khan, après avoir visité Kokonor s'attaque au Kham le 25e jour du 11e mois, pensant que le roi du Béri était dangereux pour toutes les églises, il annexe le Béri, tue le roi et libère les moines qu'il avait fait prisonniers, puis prend sous son contrôle tous les territoires qui bordent Jangaathul ('Jang sa tham, lijiang), les domaines du roi de Jangsa (Mu Zeng, tusi de Lijiang).
À la demande de Sonam Chöpel, l'administrateur du Ve dalaï-lama, Güshi Khan entre au Tibet, accompagné de son frère, Kondeleng Ubashi (ou Koundeloung Oubacha), à la tête d'une expédition (vers 1642) et attaque le roi du Tsang, Karma Tenkyong Wangpo, dans sa ville de Shigatsé (alors Samdrubtsé). Défait, celui-ci est capturé et exécuté,. Les monastères karma-kagyu, dont Tsourphou, sont saccagés. Certains proches du dalaï-lama font envoyer des troupes dans le campement du karmapa, entraînant de nombreux morts. Le karmapa aide les survivants à s’échapper et se réfugie, avec son serviteur Zuntou Zangpo, au Bhoutan.
Güshi Khan installe au pouvoir au Tibet les guélougpas et Lobsang Gyatso, lequel, en contrepartie, place le Tibet sous la protection de la tribu Qoshot. Güshi Khan met fin à la période Phagmodrupa (1351-1642) et inaugure la période dite du Ganden Phodrang (1642-1959).
Selon Lama Kunsang et Marie Aubèle, alors que Güshi Khan s’apprêtait à envahir le Tibet à la demande de Sonam Chöpel, le Xe karmapa, Chöying Dorje, écrivit au dalaï-lama, lui demandant d'intervenir au nom de la non-violence du dharma. Le dalaï-lama répondit avoir l'assurance que l'intervention ne serait pas militaire, mais ne put empêcher les visées politiques de son serviteur et les troupes mongoles déferlèrent au Tibet en 1639. Le dalaï-lama exigea alors de rencontrer le khan pour le dissuader de poursuivre ses destructions sans y parvenir. Le khan imposa ses forces dans l'ensemble du Kham et, en 1641, il atteignit Lhassa.

## Installation du5edalaï-lama comme chef temporel
En 1642, Güshi Khan confère le pouvoir temporel sur le Tibet central (Dbus et Tsang) le Kham et l'Amdo à Lobsang Gyatso, 5e dalaï-lama, jusque là abbé du monastère de Drépoung. Selon Lama Kunsang et Marie Aubèle, le dalaï-lama accepte l'intronisation, notamment pour s'efforcer d'unifier le Tibet et obtenir la fin des conflits. Comme signe de la souveraineté temporelle qui lui est conférée, le 5e dalaï-lama se fait bâtir une résidence sur l’emplacement du palais des anciens rois du Tibet, au Potala de Lhassa (1643-1645).

## Nomination du régent
En contrepartie, Güshi Khan nomme comme régent (desi) Sonam Chöpel, qu'il charge de la gestion des affaires courantes de l'État. Lui-même conserve le pouvoir militaire. Du fait du mode de succession par réincarnation du dalaï-lama, la question se pose de l'exercice du pouvoir pendant sa minorité. Le problème est résolu en faisant assurer l'intérim par le régent.
L'école des Bonnets rouges, les karma-kagyu, rivale de l'école des Bonnets jaunes, se voit dépouillée d'une bonne partie de ses richesses et propriétés. Nombre de ses monastères sont transformés de force en monastères guélougpas. Pour Jean Dif, la prise du pouvoir par le Ve dalaï-lama peut s'interpréter comme une guerre civile entre guélougpas et kagyupas, les premiers triomphant en s'appuyant sur une intervention militaire étrangère.

## Retour duXekarmapa à Lhassa
Le Xe karmapa, qui s'est réfugié pendant plus de 25 ans dans le Yunnan, contrôlé par Mu Zeng (cheftaine du Yunnan (zh) (chinois : 云南土司 ; pinyin : Yúnnán tǔsī), à Lijiang (appelé Jang en tibétain), fait son retour à Lhassa en 1673 après amélioration de la situation politique. Il rencontre le dalaï-lama, qui en reconnaissance d'avoir œuvré à apaiser les conflits, lui confirme qu'il peut revenir à Tsourphou, tandis que le VIIe Sharmar s’installera à Yangpachen, et le Ve Nénang Pawo Rinpoché Tsouglag Trinlé Gyatso au monastère de Nénang, lequel devient son siège officiel. Pour sceller le retour de l'harmonie entre les lignées guéloug et karma-kagyu, le Ve dalaï-lama donna les vœux de moines au Ve Nénang Pawo et au VIe Gyaltsab Rinpoché Norbu Zangpo.

## Güshi Khan, roi du Tibet

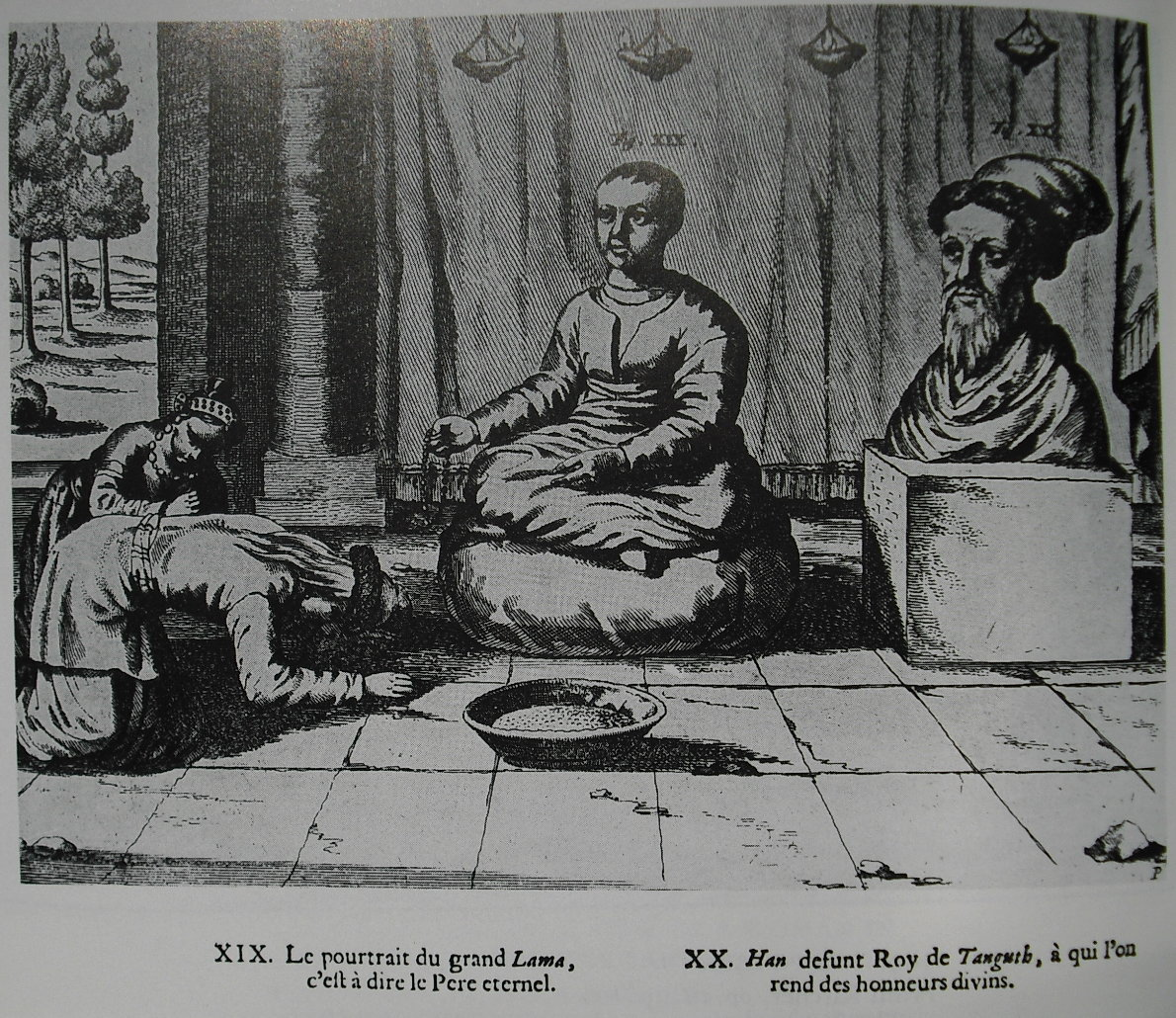
Représentation du 5e dalaï-lama et d'une statue de Güshi Khan dans l'entrée du Potala d'après un dessin de Johann Grueber publié en 1667 par Athanasius Kircher dans China illustrata.

Après sa victoire, Güshi Khan ne retourne pas pour autant avec son armée en Amdo. Il s'arroge le titre de roi du Tibet pour lui-même et ses descendants et s'installe dans le Tibet central, passant l'été dans des pâturages au nord de Lhassa et l'hiver à Lhassa. Gardant le pouvoir militaire entre ses mains, il laisse le dalaï-lama et le régent administrer le pays.
En janvier 1655, Güshi Khan meurt. Son fils, Dayan Otschir Khan, lui succède, régnant de 1655 à 1668. Des dix fils de Güshi Khan, huit se sont installés avec leurs tribus respectives dans la région du lac Qinghai, dans l'actuelle province du Qinghai, où ils ne cessent de faire la guerre contre les Dzoungars pour des questions de territoire. L'empereur de Chine Qing Kangxi intervient pour remettre de l'ordre et place le dalaï-lama comme chef temporel du Tibet à Lhassa le 16 octobre 1720 et chef religieux de l'Empire sino-mandchou,.
Les Mongols finissent par se tibétaniser[évasif] et jouent un rôle important dans l'essor de l'ordre guélougpa en Amdo.

## Famille

### Epouses et descendance
De son union avec une ou plusieurs épouses, il eut 10 fils et une fille:
- Ocir qan Dayan, son successeur au khanat qoshot;
- Secen dayicing
- Dalantaï
- Dalai ubasi Bayan abuγai ayusi
- Ildüci
- Dalaï baγatur Dorji
- Erdeni dayicing Qormuši
- Ildün Sanγarjai
- Gömbü caγun
- Dasi baγatur, khan qoshot de 1668 à 1671.